# 나인 에어
나인 에어(중국어: 九元航空, 영어: 9 Air)은 중화인민공화국 광저우에 기반을 둔 지역 항공사이자 저가 항공사로 준야오 항공의 자회사이다.

## 역사
나인 에어는 2014년 준야오 항공의 국내선 확장을 위해 창립되었으며 2015년 중국민용항공총국으로부터 항공운송사업면허를 취득하여 1월 15일 광저우 - 원저우 - 하얼빈 노선을 취항하며 공식적 운항을 개시하였다.

## 운항 노선
- 2018년 6월 현재 나인 에어는 다음과 같은 노선을 취항하고 있다.

## 보유 기종
- 2020년 10월 현재 나인 에어는 다음과 같은 기종을 보유하고 있으며 평균 기령은 9.5년이다.[1]